# 胡瑞忠
胡瑞忠（1958年12月—），男，汉族，湖南道县人，中国矿床学家，中国科学院地球化学研究所研究员，第十二届全国人民代表大会贵州地区代表。中国共产党党员。

## 生平
1958年12月，胡瑞忠出生在湖南省永州市道县。1978年，胡瑞忠考入成都地质学院（今成都理工大学）放射性地质专业，先后取得学士、硕士、博士学位。1988年4月至12月在母校出任讲师。1992年6月至12月在新西兰地质与核科学研究所学习和研究。1995年11月至1996年6月在英国曼彻斯特大学学习和研究。2001年12月2002年5月在美国加州理工学院学习和研究。另外在2003年、2005年、2008年三次在香港大学学习和研究。
1989年1月起，胡瑞忠在中国科学院地球化学研究所工作，曾出任副所长、矿床开放室副主任、矿床开放室主任、所长、矿床地球化学国家重点实验室主任。
2013年当选为第十二届担任全国人大代表。

## 荣誉
- 2021年当选为中国科学院地学部院士[2][3]